# Тояма (равнина)
Тояма (яп. 富山平野 тояма-хэйя) или Эттю (яп. 越中平野 эттю-хэйя) — аллювиальная равнина в Японии, расположенная на побережье Японского моря в центральной части острова Хонсю, в префектуре Тояма. В центре равнины лежит одноимённый город.
В широком смысле равниной Тояма называют все равнинные области префектуры Тояма, окружённые с трёх сторон Японскими Альпами. Южной границей равнины является хребет Хида, восточной — горная цепь Татеяма, на западе она доходит до холмов Тонами и Ходацу (горы Рёхаку), а на севере омывается заливом Тояма. В центральную часть равнины от гор вдаётся цепь холмов Куреха (呉羽丘陵) или Имидзу.
По равнине протекают реки Дзёгандзи, Оябе, Сё, Куробе и Дзиндзу, образующие конусы выноса. Равнина состоит из пересекающихся новых и древних конусов выноса и террас. Большая часть равнины покрыта четвертичными отложениями, а вдающиеся в неё холмы сложены осадочными породами неогена. Вдоль побережья тянется прерывистая полоса песчаных дюн и кос.
В узком смысле равниной Тояма называют лишь её центральную часть, простирающуюся вдоль рек Дзиндзу и Дзёгандзи и ограниченную на западе холмами и разломом Курехаяма. Уклон конуса выноса Дзёгандзи составляет около 9 ‰, его вершина находится на высоте 165 м над уровнем моря. Расстояние от вершины до устья составляет 18 км.
В таком случае западную часть равнины, лежащую за холмами Куреха и сложенную отложениями рек Оябе и Сё, называют равниной Тонами. Она вытягивается от залива на юго-запад, её ширина составляет 10-15 км, а длина — около 35 км. Между ней и морем лежит прибрежная равнина Имидзу. Ещё западнее, за прибрежным горным массивом Футаками, лежит отдельная небольшая равнина Хими (氷見平野).
В феодальную эпоху равнина имела стратегическое значение и на ней были построены многочисленные замки, а также произошло множество сражений. Равнина Тонами являлась житницей княжества Кага, на ней выращивалось 250 коку риса. При этом, обильные снегопады ограничивали продолжительность сезона выращивания риса на заливных полях, поэтому крестьяне выращивали вдобавок разнообразные внесезонные культуры, включая злаковые, астрагал, табак и тюльпаны.
И сегодня на равнине Тояма в основном выращивают рис. Развита фармацевтическая промышленность. По ней пролегают Хокурику-синкансэн и дороги национального значения № 8 и № 41.
Равнина подвержена влиянию южного фёна, называемого там «Дзиндзу-ороси», так как он сильно выражен в долине реки Дзиндзу. Он приводит к резкому росту температуры воздуха и пагубно влияет на урожай. Раньше крестьяне высаживали деревья вокруг своего жилья, чтобы защититься от горячего фёна весной и от холодных ветров и снега зимой.
Равнина окружена горами, сложенными хрупкими породами. Землетрясения нередко вызывают в них обвалы и оползни, после чего большой объём осадка выносится на равнину, принося большой ущерб. Например, в 1858 году землетрясение магнитудой около 7 баллов привело к обвалам в кальдере Татеямы, и 400 млн м³ осадка перегородили течение притоков Дзёгандзи. Последующий прорыв этих природных плотин вынес на равнину около 200 млн м³ земли, что привело к разрушению 169 деревень и гибели 1800 человек. Для борьбы с подобными явлениями в горах возведено множество плотин сабо, удерживающих осадок. Плотина Сираива у устья кальдеры способна удержать до 5 млн м³ осадка.